# Epicauta pensylvanica
Epicauta pensylvanica is een keversoort uit de familie van oliekevers (Meloidae). De wetenschappelijke naam van de soort is voor het eerst geldig gepubliceerd in 1775 door De Geer.